# Nicolas Jaar
Vous lisez un « bon article » labellisé en 2012.
Pour les articles homonymes, voir Jaar.
Nicolas Jaar (né le 10 janvier 1990 à New York) est un compositeur et producteur américano-chilien de musique électronique. Son style musical évolue entre house et influences héritées du jazz, de la soul, ou du cinéma et se caractérise par un tempo assez lent et des atmosphères généralement élégiaques. Il est le fils du cinéaste chilien Alfredo Jaar.
Après une demi-douzaine de EP publiés à partir de 2008, dont Time for Us en 2010 qui lui apporte l'estime des médias spécialisés, il sort son premier album Space Is Only Noise en 2011 et rencontre alors le succès critique. Vouant une aversion aux majors et au mercantilisme, il se fait producteur indépendant et fonde entretemps son propre label discographique, Clown and Sunset, en 2009, auquel succède le label Other People en août 2013.
Parallèlement à sa carrière solo, il collabore aussi sur disque ou sur scène avec plusieurs de ses amis, Sasha Spielberg avec Just Friends ou encore Dave Harrington avec qui il forme le duo Darkside.

## Biographie

### Jeunesse et débuts
Fils d'Alfredo Jaar et d'Évelyne Meynard, il naît à New York le 10 janvier 1990. Il émigre au Chili avec sa mère à l'âge de deux ans, avant de rentrer à New York à huit ans. Il effectue une partie de sa scolarité au Lycée Français de New York. À l'âge de 14 ans, il annonce à son père qu'il veut devenir compositeur de musique électronique : ce dernier lui offre ce qu'un disquaire chilien lui a conseillé comme étant selon lui le disque repoussant le plus les limites du genre : Thé Au Harem D'Archimède (en), de Ricardo Villalobos, que Nicolas considère encore comme une de ses influences, : « C'était la musique la plus sexy que j'eusse jamais entendue. ». À 16 ans, il entend le duo Wolf + Lamb sur les ondes d'une radio universitaire new-yorkaise et décide de lui envoyer ses premiers travaux. Il sort son premier maxi, The Student, en 2008 sur Wolf + Lamb Music puis, en 2009, fonde son label Clown and Sunset, sur lequel il sort fin 2010 un album-compilation collectif, Inès, en compagnie de la Russo-Afghane Nikita Quasim et de l'Éthiopien Soul Keita. Parallèlement à ses activités musicales, il étudie la littérature comparée à l'université Brown, à Providence, dont il est diplômé en 2012.

### Reconnaissance avecSpace Is Only Noise
Son premier album, Space Is Only Noise, sorti début 2011, est salué par la critique,, et se vend à 25 000 exemplaires dans le monde. Ce premier album très attendu  affiche un style moins orienté vers la dance que les EP Russian Dolls et Time for Us qui l'ont précédé, fruit de plusieurs années d'enregistrements, utilisant de nombreux samples sur un style house au tempo ralenti,,. Selon l’artiste lui-même, l’album Space Is Only Noise est une sélection de ses dix chansons préférées parmi celles qu’il a composées depuis ses 17 ans. C'est le propre père de Nicolas Jaar, Alfredo, qui réalise l'artwork du disque. En octobre, cependant, il est menacé d'être retiré de la vente en raison d'un problème de clearance : un des morceaux de l'album contient en effet un sample non déclaré de I Got a Woman, de Ray Charles. Fin 2011, il figure en bonne place de divers classements des meilleurs albums de l'année : Pitchfork le classe vingtième, Resident Advisor en fait son album numéro un, tandis que le magazine américain XLR8R le positionne en tête de son classement annuel des meilleurs artistes émergents et au 18e rang en ce qui concerne les albums de 2011.

### Tournée et collaborations

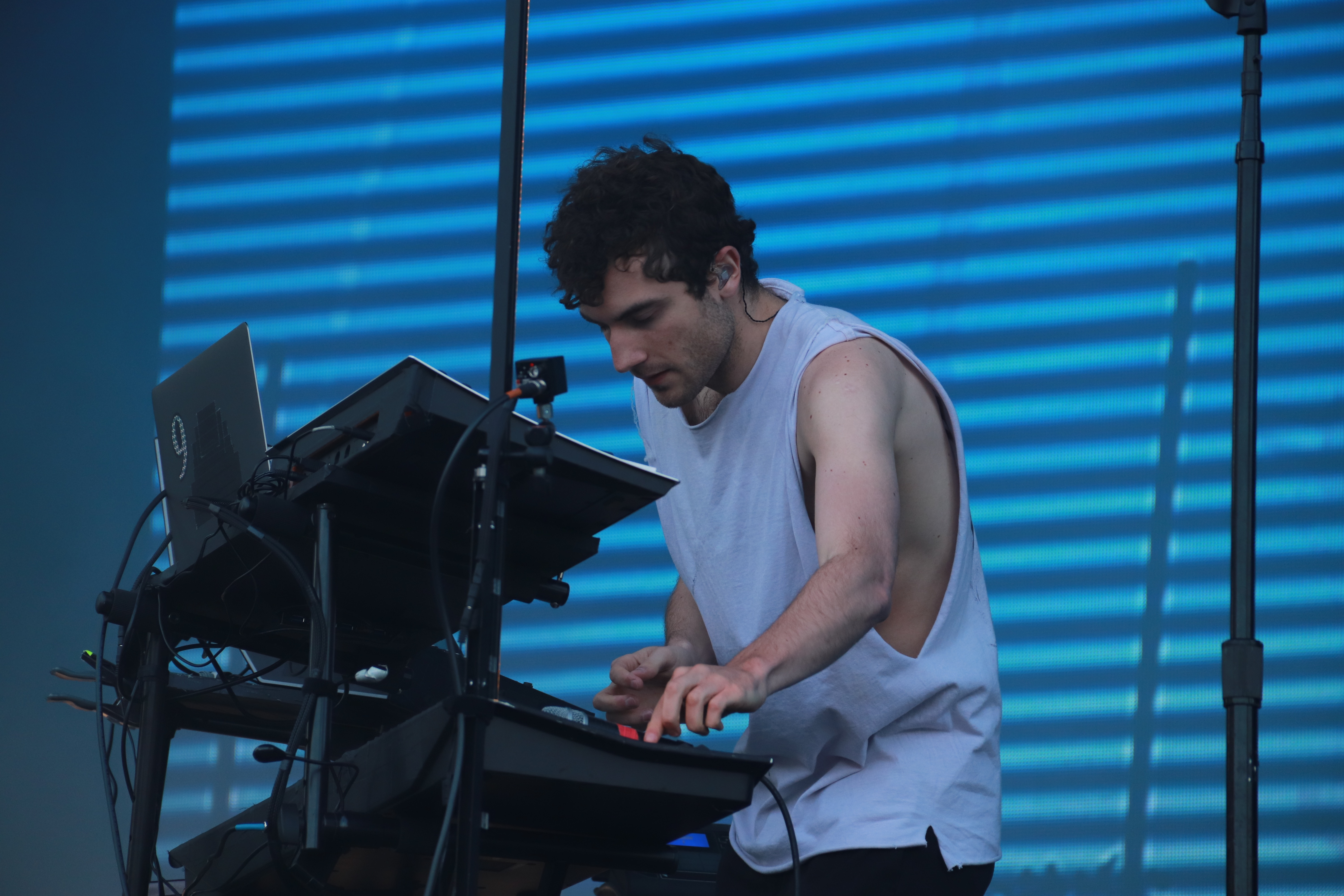
Nicolas Jaar en session en 2017.

Outre la composition, Nicolas Jaar est aussi reconnu pour la qualité de ses prestations scéniques. Resident Advisor le place 2e en 2010 puis 1er en 2011 dans son classement annuel distinguant les meilleurs concerts de musique électronique,.
Depuis 2011, il s'adjoint les services de trois de ses camarades de lycée lors de certains concerts : Will Epstein au saxophone et au piano, Dave Harrington à la guitare et aux machines et Ian Sim à la batterie. Début novembre, il annonce une tournée de trois mois débutant en Amérique à Miami le 24 novembre 2011 et s'achevant en Europe le 26 janvier 2012 à Rome ; il profite aussi de ce communiqué pour révéler la sortie, en libre téléchargement sur le site de son label, d’un nouvel EP intitulé Don't Break My Love. Le 17 novembre 2011 sort Darkside EP, comportant trois titres. C'est la première publication du projet Darkside, en duo avec Dave Harrington, qui combine des influences rock et psychédéliques.
En 2012, il continue d'aborder sa musique de manière collective : il propose en janvier un nouveau morceau en collaboration avec la chanteuse Scout LaRue et toujours Will Epstein au saxophone. Le 5 février, il participe avec Noah Kraft à l'événement From Scratch organisé par le MoMA PS1 en collaboration avec Pitchfork et la société mère du label de Nicolas Jaar, Clown & Sunset Aesthetics (CSA) ; cette performance pluridisciplinaire de cinq heures est composée, de concerts de Jaar, Will Epstein, Dave Harrington et Sasha Spielberg, d'un mouvement joué par Lizzie Feidelson, et d'une vidéo artistique de Ryan Staake. CSA organise deux autres événements de ce type en mars, l'un à Los Angeles
 et l'autre à New York, pour marquer la sortie de sa première compilation, The Prism,. Parallèlement, il travaille sur ses deux prochains longs formats, l'un de son duo Darkside, l'autre étant son second album solo prévu pour 2013. En fin d'année, il se trouve propulsé en première place du classement annuel de Resident Advisor concernant les lives.
À l'été 2013, il fait parler de son duo avec Harrington, Darkside : les deux artistes distribuent via SoundCloud un album de remixes du Random Access Memories de Daft Punk, qu'ils intitulent Random Access Memories Memories,. Le 10 octobre 2013 sort le premier album de Darkside, Psychic. Cet album diffère beaucoup du style des productions précédentes de Nicolas Jaar, et est parfois comparé à ceux de groupes comme Pink Floyd ou de musiciens comme Eric Clapton.

### PomegranatesetSirens(2015 – 2016)
En 2015, il signe la bande originale de Dheepan, film de Jacques Audiard. La même année, Pomegranates sort ; il s'agit d'une bande-son alternative non officielle du film Sayat Nova : La Couleur de la grenade de Sergueï Paradjanov, sorti en 1969.
Sirens, son deuxième album studio sorti le 30 octobre 2016, est influencé par le contexte politique et historique chilien. Nicolas Jaar le considère comme son « album le plus cohérent et politiquement réfléchi ». Le titre No fait référence au mouvement d'opposition à Pinochet lors du référendum chilien de 1980, tandis que Killing Time est inspiré par l'arrestation d'un collégien américain. Jaar considère Sirens comme constituant un tryptique avec Nymphs (une collection de singles) et Pomegranates.

### Against All Logic (2018)
Le 17 février 2018, Nicolas Jaar sort son troisième album studio 2012-2017 sous un autre nom: A.A.L (Against All Logic). Aucune annonce de la sortie de l'album n'avait été faite, l'album est donc une surprise pour tout le monde. Le 19 février 2018, Nicolas Jaar collabore avec Sasha Spielberg, alias Buzzy Lee pour la sortie du titre Coolhand. En 2019, il compose la bande-son du film Ema, du réalisateur chilien Pablo Larraín,.
Jaar travaille comme co-producteur sur l'album Magdalene de FKA Twigs, qui sort en novembre 2019,.
Au cours de l'année 2019, Jaar effectue une résidence artistique de deux semaines à Bethléem (Cisjordanie) au Dar Yusuf Nasri Jacir for Art and Research, une institution fondée par Emily Jacir. Pendant sa résidence, il transforme un espace en studio son. La même année, il effectue une autre résidence d'une durée de trois mois à à Zaandam (Pays-Bas), dans l'espace de création Het HEM situé dans une ancienne usine d'armements,. Il crée une installation sonore à l'intérieur d'un tunnel qui était utilisé pour des tests ballistiques.

### Les publications de 2020
Le 7 février 2020, Nicolas Jaar sort 2017–2019, le deuxième album sous son alias Against All Logic. Il apparaît comme la suite de 2012-2017 paru en 2018. Stylistiquement différent de son prédecesseur, 2017–2019 – qui comporte un featuring de Lydia Lunch – est décrit comme «une avalanche souvent brutale mêlant house, techno, électro et footwork», Jaar lui-même le voyant comme «le feu qui brûle».
Le 23 mars 2020, Nicolas Jaar sort un nouvel album, intitulé Cenizas (en espagnol: cendres) sur son label Other People. Son quatrième album LP solo comporte 13 titres. Cet album qui «mêle nappes synthétiques et expérimentations acoustiques» est décrit dans Les Inrocks comme «un album presque méditatif». 
Le musicien annonce la sortie d'un troisième album, intitulé Telas (en espagnol: voiles, tissus), pour le 17 juillet 2020. Comme il a expliqué sur son site web, son sixième album a son actif, « comporte des éléments sonores, visuels et numériques ». Jaar joue la première partie de Telas, le titre Telahora, en Live sur la radio internet palestinienne Radio Al hara le 23 mai 2020. La presse décrit Telas comme «une œuvre flottante qui semble à la fois improvisée et profonde», et la compare à Debussy et Mike Oldfield.
En 2020 également, Jaar compose et dirige Weavings, une œuvre musicale collaborative pour treize musiciens, diffusée pour la première fois le 1er octobre 2020 pour le festival Unsound. Selon Resident Advisor, Weavings s'apparente à un voyage métaphysique, en transformation permanente, combinant des instruments anciens (violoncelle, oud, clarinette) avec des sons électroniques immersifs. Une année plus tard, en octobre 2021, la pièce est présentée à nouveau au festival Unsound avec des interprètes différents, puis en décembre 2022 au Lincoln Center à New York.
En 2023 sort Intiha, un album en collaboration avec Ali Sethi, un compositeur et chanteur américain-pakistanais connu pour son expérimentation avec la musique hindoustanie et la poésie ghazal.

### Piedras 1 & 2(2024)
En 2024, Jaar sort Piedras 1 & 2, un album qui trouve son origine dans une commission pour le Musée de la mémoire et des droits de l'homme à Santiago du Chili, lors d'un événement en hommage aux victimes de la dictature de Pinochet. Pendant cinq années, de 2019 à 2023, Jaar fait évoluer ce travail en une pièce radiophonique de cinq heures, qui est diffusée dans un canal sur la messagerie Telegram, puis présentée en installation sonore au Museo Universitario Arte Contemporáneo de Mexico,. L'album présente cette pièce dans une version condensée.

## Style musical

### Caractéristiques et analyse critique
Le style musical de Nicolas Jaar, classé dans le genre house tout en ayant des intonations jazz et soul, est qualifié par Mixmag comme « peuplée de transitions troublantes, d'objets sonores décalés, d'instants où une chaleur inattendue se diffuse » tandis que The Fader voit en son premier album une musique « profonde, luxuriante et longanime [où], dans un élan de séduction inconscient, les idées se dévoilent de manière charnelle ».
Auparavant et dès 2010, Tony Naylor, du Guardian, met le doigt sur ce qui caractérise la musique de Jaar : un compromis entre la dance, avec ses rythmiques qui vont et viennent, et un côté émotionnel qui émane d'influences musicales plus organiques ; à ce titre, il s'interroge sur le fait que ses morceaux sont difficiles à classifier, prenant comme exemple Time for Us ou The Student qui se situent à la croisée des genres. Le refus des codes, de la catégorisation mais aussi son héritage culturel hors des sentiers battus de la dance font d'ailleurs dire à Jaar qu'il est incapable de faire de la techno.
Ses prestations en live sont saluées par la critique en raison de la sensibilité qui en affleure, ce qui fait notamment dire aux Inrockuptibles qu'elles sont « de belles machines à dresser poils et chair de poule », quand Resident Advisor souligne que « Nicolas Jaar démontre qu'il n'y a pas besoin de faire sans cesse danser la foule pour rallier les fans — il met en évidence que la substance est aussi primordiale qu'une pointe de style ».

### Influences et opinions
Outre Thé au Harem d'Archimède (en) de Villalobos,, Nicolas Jaar cite un autre album de musique électronique parmi les disques d'importance dans sa construction musicale : Drukqs d'Aphex Twin. Mais il revendique d’autres influences : « Bertolucci, Antonioni, Keith Jarrett, Pink Floyd, The Doors, New Order, Manzoni, Magritte. Sur Être, le morceau d'ouverture de mon premier album, Space Is Only Noise, c'est Serge Daney qui parle avec Godard, il y a beaucoup de références à la culture française dans ma musique. Je suis allé au lycée français à New York et Santiago et ma mère est française, donc toute ma vie j'ai été bercé dans la culture française, c'est pour ça ». Dans le domaine du jazz, outre Keith Jarrett, il est aussi inspiré par Dave Brubeck et par le pianiste sud africain Abdullah Ibrahim. Par ailleurs, Leonard Cohen figure aussi parmi ses références musicales.
Jaar professe son aversion pour l'aspect mercantile de la musique : « Ma passion pour la musique m'amène à penser qu'elle est sacrée. Il est primordial pour moi d'affirmer, dans une optique de création, qu'elle est sacrée. Mais en réalité la musique est le bâtard de notre système économique. C'est toute la difficulté d'être musicien aujourd'hui. Comment faire de la musique pour quelqu'un dans un monde profane ? C'est là le point crucial »,. Suivant son raisonnement, ainsi que son envie d'offrir sa musique de temps à autre en la partageant gratuitement via différentes plateformes telles que SoundCloud, il clame qu'il ne signera jamais sur une major et se félicite du pouvoir des réseaux sociaux et de leur instantanéité qui lui permettent de toucher plus de 100 000 personnes dès qu'un morceau est finalisé.

## Discographie

### EP
| Année | Maxi                                       | Label                   | Critique                       |
| ----- | ------------------------------------------ | ----------------------- | ------------------------------ |
| 2008  | The Student                                | Wolf + Lamb Music       |                                |
| 2010  | Russian Dolls                              | Clown and Sunset        |                                |
| 2010  | Marks and Angles                           | Circus Company          | Ibiza Voice                    |
| 2010  | Time for Us / Mi Mujer                     | Wolf + Lamb Music       | Ibiza Voice · Resident Advisor |
| 2010  | Love You Gotta Lose Again                  | Double Standard Records |                                |
| 2011  | Nico's Bluewave Edits                      | Wolf + Lamb Music       |                                |
| 2011  | Don't Break My Love                        | Clown and Sunset        |                                |
| 2011  | Remixes Volume 1 (Pépé Bradock & Dave Aju) | Circus Company          | Resident Advisor               |
| 2012  | Encore                                     | Clown and Sunset        |                                |
| 2012  | The Ego                                    | Clown and Sunset        |                                |

### Sous Darkside
- 2011 : Darkside EP  avec Dave Harrington, dans un duo appelé Darkside chez Clown and Sunset
- 2013 : Brian Eno x Nicolas Jaar x Grizzly Bear
- 2014 : WORK avec les membres du label de Other People
- 2024 : ESCL8 sur la compilation Enough!